# ايمانويل بيرنهايم
ايمانويل بيرنهايم (بالفرنسية: Emmanuèle Bernheim )‏ (و. 1955 – م - 10 مايو 2017) هي كاتبة سيناريو، وكاتِبة، من فرنسا، ولدت في باريس.

## جوائز
حصلت على جوائز منها:
- جائزة ميديشي [الإنجليزية]‏ (1993)
- فارس وسام الفنون والآداب.

## وصلات خارجية
- ايمانويل بيرنهايم على موقع IMDb (الإنجليزية)
- ايمانويل بيرنهايم على موقع ألو سيني (الفرنسية)
- ايمانويل بيرنهايم على موقع أول موفي (الإنجليزية)
- ايمانويل بيرنهايم على موقع قاعدة بيانات الأفلام السويدية (السويدية)
- ايمانويل بيرنهايم على موقع قاعدة بيانات الفيلم (الإنجليزية)
- ايمانويل بيرنهايم على موقع كينوبويسك (الروسية)